# (1922) Zulú
(1922) Zulú es un asteroide perteneciente al cinturón de asteroides que orbita entre Marte y Júpiter, descubierto el 25 de abril de 1949 por Ernest Leonard Johnson desde el Observatorio Union, en Johannesburgo, Sudáfrica. Su nombre hace referencia a la etnia sudafricana zulú.

## Características
Con un semieje mayor de 3,23 Unidades Astronómicas se encuentra situado en el hueco de Hécuba, uno de los huecos de Kirkwood, por lo que presenta la característica de que está en resonancia orbital 2:1 con Júpiter.